# Mireille Alcantara
Pour les articles homonymes, voir Alcantara.
Mireille Alcantara est une chanteuse lyrique (soprano) et professeure de chant française.

## Biographie
Elle se forme au chant au Conservatoire National Supérieur de Musique et de Danse de Paris .
Lauréate de concours internationaux, elle fait partie de la troupe de l’Opéra du Rhin, où elle chante dans la création française du Nez de Dmitri Chostakovitch, les Liaisons dangereuses de Claude Prey, le Syllabaire pour Phèdre de Maurice Ohana et dans les opéras de François-Bernard Mâche .
En 1977, elle participe à la création de Grisélidis de Georges Couroupos dans le cadre du programme de théâtre musical du Festival d’Avignon, dans la mise en scène d’Antoine Vitez .
Elle se forme à l'enseignement du chant auprès de Richard Miller et Noëlle Barker et devient professeure au Conservatoire National Supérieur de Musique et de Danse de Paris en 1995  . Elle a également enseigné à l'École Normale de Musique de Paris .
Parmi ses élèves, on peut citer Karine Deshayes , Delphine Haidan, Tatiana Probst , Jeanne Dumat .
Depuis 2020, elle est la présidente fondatrice du Festival de musique Gloriana en Dracénie .